# Macy Gray
Macy Gray, vlastním jménem Natalie McIntyre (* 6. září 1967 Canton), je americká R&B a soulová zpěvačka, skladatelka, hudební producentka a herečka, známá díky svému charakteristicky nakřáplému hlasu. Její hudební styl a tvorba jsou silně ovlivněny zpěvačkami Billie Holiday a Betty Davis.
Macy Gray doposud vydala šest studiových alb, byla pětkrát nominovaná na cenu Grammy, z nichž získala jednu. Účinkovala v mnoha filmech, z nichž nejznámější jsou Training Day, Spider-Man, Scary Movie 3, Stín zabijáka, Klub splněných přání a For Colored Girls. Gray je známá díky mezinárodnímu hitu „I Try“, z její debutové multi platinové desky On How Life Is.

## Biografie

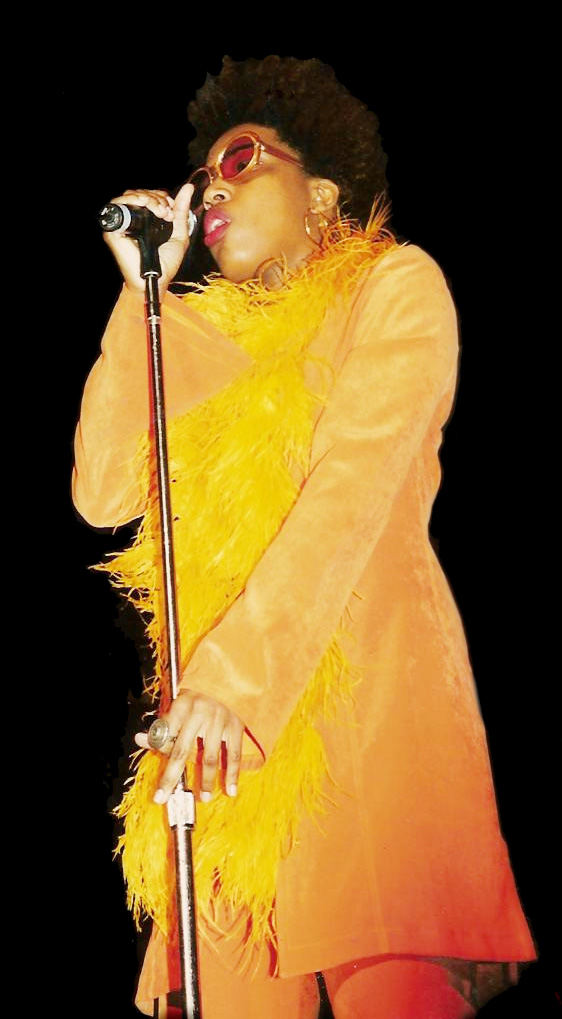
Gray v roce 1995

Macy Gray se narodila jako Laura McIntyre v rodině učitelky matematiky, Laury McIntyre a Otise Jonese. Její matka Laura se později znovu vdala za Richarda McIntyreho, který Macy adoptoval. Macy Gray má ještě bratra Nathona a sestru Nehliu. Gray se narodila v Cantonu, v Ohiu, kde také krátce pracovala, když jí bylo 12 let, předtím než byla propuštěna pro neustálá zpoždění. Po vyloučení z Western Reserve Academy v Hudsonu, se rozhodla, že se bude věnovat hudbě, k čemuž došlo, když jí bylo 14 let. Nicméně její počáteční úspěch byl pro všechny překvapením. Zatímco navštěvovala kalifornskou univerzitu (promovala v roce 1990) souhlasila, že napíše písničky pro svoji kamarádku. Demo nahrávka těchto písní byla následně zaslaná k natočení jiné zpěvačce. Protože ale vokalistka, která měla nazpívat tyto písně selhala, Macy Gray souhlasila, že je nazpívá sama. Gray se zde seznámila s producentem Joem Solem, který v té době pracoval jako prodavač v Beverly Hills. Společně následně napsali velkou kolekci písní a nahráli je v Solově nahrávacím studiu. Demo páska se zalíbila majiteli jazzové kavárny v Los Angeles v Kalifornii, který Macy nabídl vystoupení. Přestože Gray nemá ráda svůj vlastní hlas, podepsala smlouvu na album se společností Atlantic Records. Následně začala natáčet svojí debutovou nahrávku, ale kvůli její spolupráci s labelem A&R, byla vyhozena. V roce 1998 se dohodla s nahrávací společností Epic Records. Natočila společný singl „Love Won't Wait“ se skupinou The Black Eyed Peas k jejich debutovému albu Behind the Front.

## Hudební kariéra

### On How Life Is(1999–2001)
Macy Gray začala pracovat na svém debutovém albu v roce 1999  Album vyšlo v létě roku 1999 a hned dosáhlo celosvětového úspěchu. Navzdory tomu, že první vydaný singl „Do Something“ nezaznamenal v hitparádách velký úspěch, tak druhý vydaný singl „I Try“ získal ztracené body zpět. Song „I Try“ (který poprvé zazněl ve filmu Love Jones a v romantické komedii Picture Perfect v roce 1997, ve které hrála herečka Jennifer Aniston) byl jedním z největších hitů roku 1999, a tak s ostatními songy „Still“ a „Why Didn't You Call Me“ zajistil albu v Americe trojnásobné platinové ocenění, ve Spojeném království čtyřnásobné platinové ocenění  a v Kanadě trojnásobné platinové ocenění.
Na 43. udílení cen Grammy vyhrála Macy Gray kategorii „Best Female Pop Vocal Performance“ za píseň „I Try“, která byla taktéž nominována v kategorii was „Song of the Year“ a „Record of the Year“. Po tomto úspěchu spolupracovala s Fatboyem Slimem , The Black Eyed Peas and Slickem Rickem (na písni „The World Is Yours“ ze soundtracku k filmu Rush Hour 2 soundtrack) a poprvé si také zahrála ve filmu, a to v thrilleru Training Day. V srpnu roku 2001 byla Macy Gray vyprovozena z fotbalového hřiště (exhibiční zápas legendárních fotbalistů) pískotem, neboť zapomněla slova k americké národní hymně americké národní hymně.

### The IdaThe Trouble with Being Myself(2001–2005)
Na druhém albu The Id hostovali umělci jako John Frusciante a Erykah Badu (konkrétně píseň „Sweet Baby“). Na albu spolupracovala s dlouhodobým kamarádem Joem Solem). Album obsadilo 11. místo v hitparádě Billboard 200. Přestože album nebylo v Americe úspěšné, ve Spojeném království obsadilo první místo v hitparádě UK Albums Chart a zlatou cenu v žebříčku BPI. Důvodem nižšího úspěchu v Americe, mohlo být to, že album vyšlo týden po útocích z 11. září.
V roce 2002 účinkovala ve filmu Spider-Man, kde hrála samu sebe a také spolupracovala s Carlosem Santanou na písni „Amoré (Sexo)“, která se objevila na jeho albu Shaman.
Macy Gray nahrála v roce 2004 duet se zpěvákem Zuccherem s názvem „Like The Sun (From Out Of Nowhere)“, na které spolupracoval i kytarista Jeff Beck. Duet byl vydán na albu Zu & Co.. Její píseň „Time of My Life“ zazněla ve filmu 8 Mile a vyšla také soundracku k 8 Mile. Měl také vyjít komiks o Macyině dětství, ale nakonec z toho sešlo.
V roce 2003 vydala své třetí studiové album The Trouble with Being Myself, které se setkalo s nadšením kritiků. Přestože pilotní singl „When I See You“nebyl fanoušky přijat s velkým nadšením, tak se ve Spojených státech stal hitem radií a v Anglii se dostal do top čtyřicítky. Album se nicméně dostalo do třetí 20 top alb v UK. Album největších hitů The Very Best of Macy Gray  (2004) a živé album Live in Las Vegas (2005) byly vydány hned poté. Macy Gray navíc hostovala na albu Marcuse Millera Silver Rain (2005), konkrétně na cover verzi songu „Girls & Boys“ zpěváka Prince. Dále se objevila na soundtracku k filmu Chicago s Queen Latifah a Lil Kim v písni „Cell Block Tango/He Had it Comin'.“

### Návrat k muzice a albumBig(2007–2010)

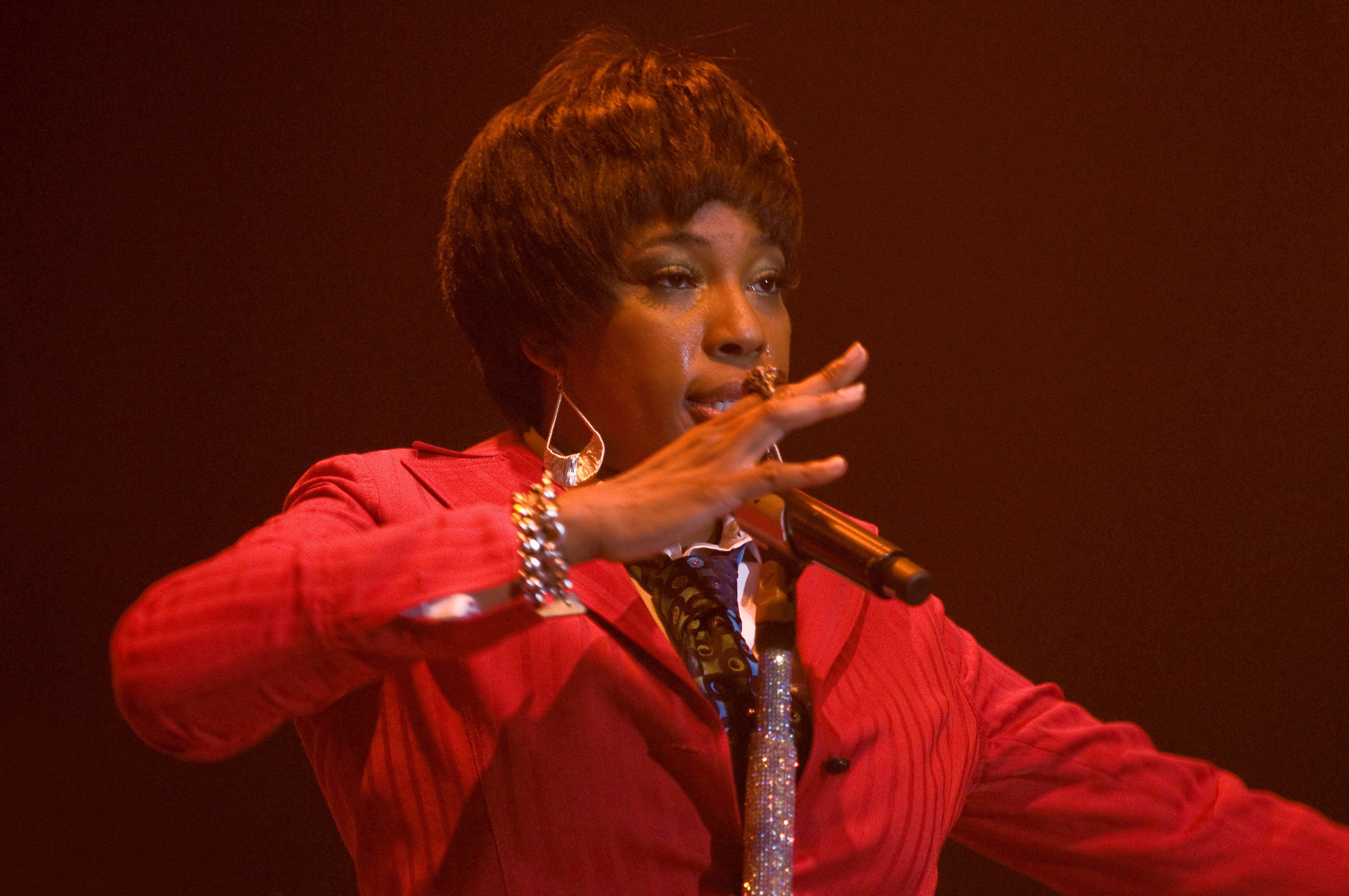
Macy Gray při živém vystoupení na jevišti.

Gray byla v roce 2007 vyhozena z jeviště na svém koncertu v Barbadosu kvůli vulgárnosti (což bylo součástí její show), protože nevěděla, že je to v rozporu se zákonem dané země. Byla nucena veřejně se omluvit, aby předešla zatčení.
V březnu vyšlo její čtvrté studiové album Big. Její dva songy, „Finally Made Me Happy“ a „Shoo Be Doo“, byly z desky vypuštěny. „What I Gotta Do“, další song, který se na album nevešel, je součástí soundtracku k filmu Shrek Třetí. Píseň je součástí jejího comebackového alba, které vyšlo po 4leté pauze od jejího posledního studiového alba. Album Big získalo velmi dobrou kritiku a patří k její nejlepší tvorbě. Na albu spolupracovala například s Natalie Cole, Fergie, Justinem Timberlakem a will.i.amem, který toto album také produkoval.
Album dosáhlo úspěchu v americkém žebříčku Billboard 200, kde zakotvilo na 39. místě, což je nejvyšší umístění od alba The Id. Big se umístilo na 62. příčce hitparády v UK, her lowest-charting UK album, ale dosáhlo také úspěchu v hitparádách několika dalších zemí jako je Švýcarsko, ČR nebo Finsko, ve kterých se dostalo mezi top 40 alb.
7. července 2007 účinkovala na koncertu Live Earth na pláži Copacabana v Riu de Janeiru v Brazílii. Macy a členové její skupiny měli na sobě trika s politickými hesly. Například Macy oblékla triko s nápisem „Darfur Red Alert“, tedy něco jako Darfur, nejvyšší pohotovost.
V roce 2008 zahájila Macy kampaň pod jménem Nemesis Jaxson k nadcházejícímu songu „Slap a Bitch“.
Macy se objevila na dalším filmovém soundtracku (objevila se již na více než 10 soundtracků), tentokrát k filmu Báječný svět shopaholiků, s písní „Don'Forget Me“.

### The Sellout(2010–2011)
První singl z pátého studiového alba The Sellout „Beauty in the World“ se objevil v posledním díle seriálu  Ošklivá Betty. Píseň „Beauty in the World“ je rovněž použita jako podtextová hudba reklamních videí společnosti Microsoft, která měla podpořit prodej internetových prohlížečů Internet Explorer 9. Oba tyto songy se dostaly do Top 10 v hitparády Billboard Hot Dance Club Songs. 16. února 2012 se Macy zúčastnila festivalu Sanremo, kde vystupovala po boku Gigi D'Alessia a Loredany Berte s písní At least you in the universe.
Album The Sellout obdrželo všeobecně různorodé kritiky od většiny hudebních kritiků. ServerMetacritic ohodnotil album 57 body, což se zakládalo na hodnocení 15 kritiků; Andy Gill z deníku The Independent ohodnotil album 3 hvězdami z 5 možných; zatímco kritik John Bush z Allmusic sdílel podobné cítění a album doslova rozcupoval.

### Covered(2011 – současnost)
V roce 2011 podepsala Gray smlouvu s nahrávací společností 429 Records a začala natáčet sérii cover songů pro její další studiové album s názvem Covered. Album vyšlo 26. března roku 2012. První písničkou na albu je „Here Comes The Rain Again“ (originál nazpívala skupina Eurythmics). 16. února 2012 vystupovala na festivalu v Sanremu, kde společně s
Gigim D'Alessiem a Loredanou Berte zazpívala píseň At least you in the universe.

### Ostatní práce
V roce 2002 namluvila postavu Seeiah Owens k počítačové hře SSX Tricky. Ten samý rok si také zahrála samu sebe ve filmu same Spider-Man.
Gray nazpívala úvodní znělku ke kreslenému pořadu Nickelodeon, kterou složili Jared Faber a Emily Kapnek.
V roce 2008 se zúčastnila závodů Formule 1 – Grand Prix v Bahrajnu. Sdělila, že je fanouškem týmu Ferrari a zároveň označila jezdce Jensona Buttona z týmu Honda za 'roztomilého'.
V srpnu roku 2008 byla Gray hlavní hvězdou festivalu Summer Sundae, který se koná v Leicesteru v Anglii. Mimo jiné zde zazpívala cover verzi písní „Do Ya Think I'm Sexy?“ od zpěváka Roda Stewarta, „Groove Is in the Heart“ od Deee-Lite a „Creep“ od skupiny Radiohead. Pro tento koncert si celá její kapela nasadila růžové paruky ve stylu Andyho Warhola.

## Osobní život
Macy Gray byla v letech 1996 až 1998 vdaná za makléře Tracyho Hindse, se kterým má 3 děti: Aanisah (narozena v lednu 1995), Tahmel – známá spíše jako Mel (narozena v prosinci 1995) – obě působí v hudebním průmyslu, a Happy (1997). Gray založila v roce 2005 hudební akademii s názvem The Macy Gray Music Academy.
Má dvě tetování, jedno na jejím pravém zápěstí se jmény svých dětí a druhé tetování má umístěno na noze. Podporovala také prezidentskou kampaň Baracka Obamy.
Gray trpí bipolární poruchou.

## Diskografie
Studiová alba
- 1999: On How Life Is
- 2001: The Id
- 2003: The Trouble with Being Myself
- 2007: Big
- 2010: The Sellout
- 2012: Covered
- 2012: Talking Book
- 2014: The Way
- 2016: Stripped
- 2018: Ruby

## Filmografie
| Rok       | Název                       | Role                                  | Poznámky                                                                   |
| --------- | --------------------------- | ------------------------------------- | -------------------------------------------------------------------------- |
| 2000      | Ally McBealová              | Samu sebe                             | "Hope and Glory" (03×20)                                                   |
| 2000—2001 | Saturday Night Live         | Samu sebe                             | "Freddie Prinze, Jr./Macy Gray" (25×10) "Drew Barrymore/Macy Gray" (27x03) |
| 2001      | SSX Tricky                  | Seeiah Owens (hlas)                   | Videohra                                                                   |
| 2001      | Training Day                | Sandmanova žena                       |                                                                            |
| 2002      | MDs                         | Jess                                  | "Wing and a Prayer" (01x07)                                                |
| 2002      | Spider-Man                  | Samu sebe                             | Epizodní výstup                                                            |
| 2003      | Scary Movie 3               | Samu sebe                             | Epizodní výstup                                                            |
| 2003      | Gang of Roses               | Assassin                              |                                                                            |
| 2003      | When I Was a Girl           | Samu sebe                             | "Singers " (01×11)                                                         |
| 2004      | Cesta kolem světa za 80 dní | spící Francouzka                      |                                                                            |
| 2004      | Hudba duše                  | Samu sebe                             | Epizodní výstup                                                            |
| 2004      | American Dreams             | Carla Thomas                          | "Real-to-Reel" (12x02)                                                     |
| 2004      | That's So Raven             | Rhonda                                | "Taken to the Cleaners" (04x03)                                            |
| 2004      | Blue's Clues                | Samu sebe                             | "Bluestock" (06x09)                                                        |
| 2005      | Lackawanna Blues            | Pauline                               | TV film                                                                    |
| 2005      | Vrána 4: Pekelný kněz       | Carman                                |                                                                            |
| 2005      | Stín zabijáka               | Neisha                                |                                                                            |
| 2005      | Domino                      | Lashandra Davis                       |                                                                            |
| 2005      | Duck Dodgers                | Diva (hlas)                           | "Diva Delivery/Castle High" (02×10)                                        |
| 2005      | Americký Drak: Jake Long    | Trixieho babička/Paní Jenkinks (hlas) | (01x05) (01x08)                                                            |
| 2005      | Pohřešovaní                 | Cleo                                  | "A Death in the Family" (03×13)                                            |
| 2006      | Klub splněných přání        | Taffy                                 |                                                                            |
| 2007      | Macy Gray's Big Special     | Samu sebe                             |                                                                            |
| 2009      | Dancing with the Stars      | Samu sebe/Soutěžící                   | 9 série                                                                    |
| 2009      | Head Case                   | Samu sebe                             | "The Wedding Ringer" (03x01)                                               |
| 2010      | For Colored Girls           | Rose                                  | Black Reel Award for Best Ensemble                                         |
| 2012      | Percentage                  | Mama Cash                             | Post-produkce                                                              |
| 2013      | Mama Black Widow            | Hattie Mae                            | Nedávno oznámeno                                                           |

## Ceny a nominace
Vyhrála 5 cen z celkových 17 nominací, mimo jiné Grammy, MTV Video Music Awards a BRIT Awards.
| 2000 | Macy Gray                                             | BRIT Award v kategorii: Nejlepší mezinárodní umělkyně                                    | Výhra    |
| 2000 | Macy Gray                                             | BRIT Award v kategorii: Nejlepší mezinárodní průlomový akt                               | Výhra    |
| 2000 | Macy Gray                                             | Grammy Award v kategorii: Nejlepší nový umělec                                           | Nominace |
| 2000 | On How Life Is                                        | Soul Train Music Award v kategorii: Nejlepší R&B/soulové album, žena                     | Nominace |
| 2000 | "Do Something"                                        | Grammy Award v kategorii: Nejlepší ženské R&B vystoupení                                 | Nominace |
| 2000 | "Do Something"                                        | MTV Video Music Award v kategorii: Nejlepší choreografie                                 | Nominace |
| 2000 | "I Try"                                               | MTV Video Music Award v kategorii: Nejlepší nový umělec                                  | Výhra    |
| 2000 | "I Try"                                               | MTV Video Music Award v kategorii: Nejlepší ženský videoklip                             | Nominace |
| 2000 | "I Try"                                               | MTV Video Music Award v kategorii: Nejlepší umělecký směr                                | Nominace |
| 2001 | "I Try"                                               | Grammy Award v kategorii: Píseň roku                                                     | Nominace |
| 2001 | "I Try"                                               | Grammy Award v kategorii: Skladba roku                                                   | Nominace |
| 2001 | "I Try"                                               | Grammy Award v kategorii: Nejlepší ženské popové vystoupení                              | Výhra    |
| 2001 | "Geto Heaven Remix T.S.O.I. (The Sound of Illadelph)" | MTV Video Music Award v kategorii: Průlomový videoklip                                   | Nominace |
| 2001 | "Request Line"                                        | MTV Video Music Award v kategorii: Nejlepší hip-hopový videoklip                         | Nominace |
| 2001 | "Request Line"                                        | Billboard Award v kategorii: Nejlepší rap/hip-hopový videoklip roku                      | Nominace |
| 2001 | "Request Line"                                        | Billboard Award v kategorii: Nejlepší režie videoklipu                                   | Nominace |
| 2006 | Lackawanna Blues                                      | NAACP Image Award v kategorii: Nejlepší herečka v televizním filmu, minisérii nebo drama | Nominace |
| 2011 | For Colored Girls                                     | Black Reel Award v kategorii: Nejlepší obsazení                                          | Výhra    |